# Holohalaelurus punctatus
Espèce
Répartition géographique
Statut de conservation UICN

 EN A2abcd+3bcd+4abcd : En danger
Holohalaelurus punctatus est une espèce de requins.